# 曼纳海姆元帅骑马雕像

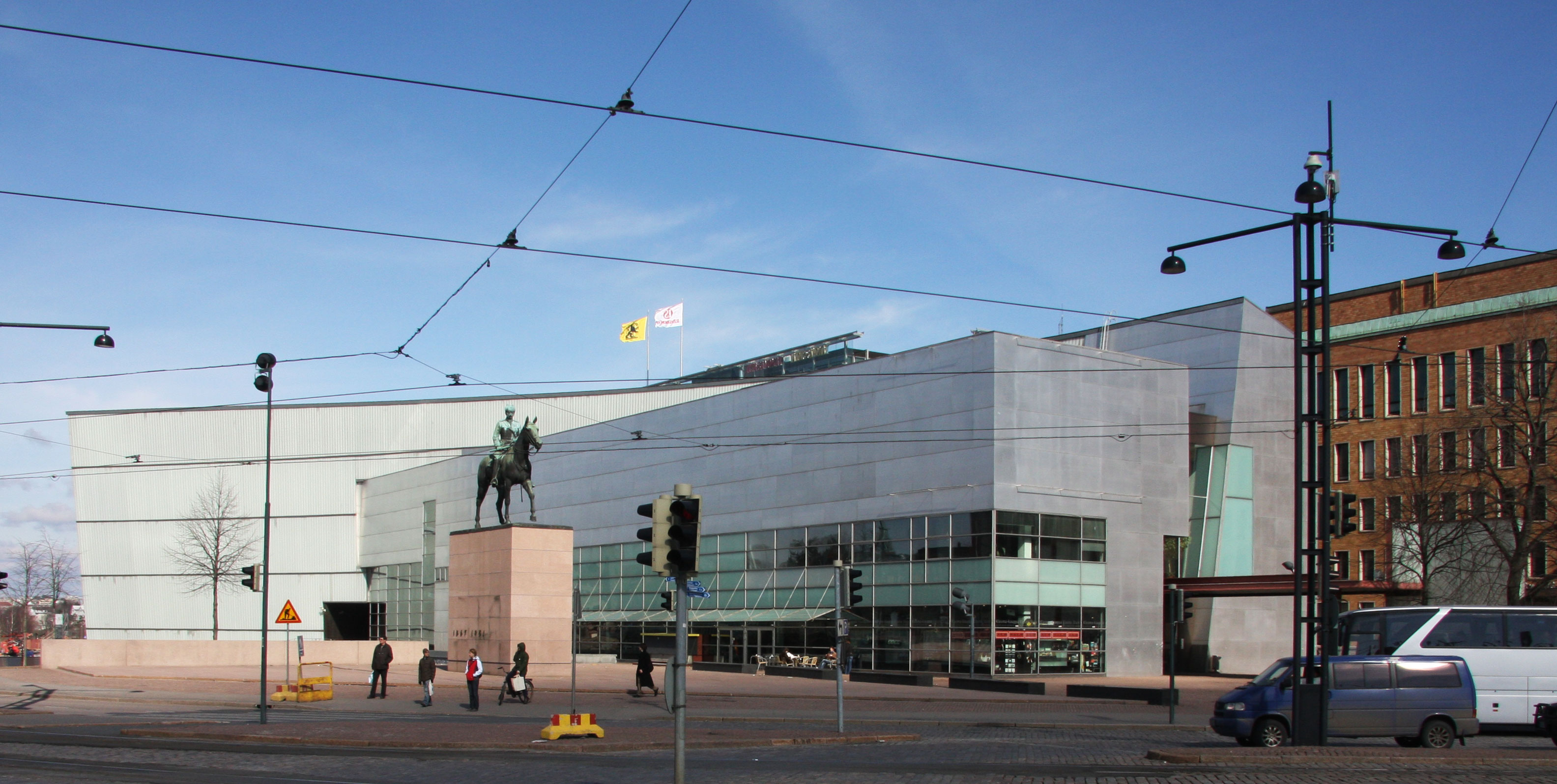
曼纳海姆骑马雕像后面的基亞斯瑪當代藝術博物館

曼纳海姆元帅骑马雕像（芬蘭語：Marsalkka Mannerheimin ratsastajapatsas）是一座位于芬兰首都赫尔辛基市中心的青铜雕像。雕塑家为艾莫·图基艾宁。雕像是在1960年为纪念芬兰元帅卡尔·古斯塔夫·埃米尔·曼纳海姆而立的。
青铜雕像为5.4米高，雕像安放在一个6.3米高、6.3米长和2.72米宽的花岗岩底座上。

## 雕像历史
曼纳海姆在芬兰自1918年芬兰内战起就是一个标志性人物，他的地位在1930年代和第二次世界大战中愈显重要。早在1937年就有了树立骑马雕像的计划和筹款活动。1951年曼纳海姆逝世后在赫尔辛基大学学生会的倡议下重启了雕像树立计划。在1952年筹款活动中共有737,503位民众捐了7千8百万芬兰马克。捐款不仅足够树立雕像，并且还有余额买下曼纳海姆出生时的庄园来组建博物馆。
在经过设计竞赛后，艾莫·图基艾宁被选为雕像的雕塑者。图基艾宁雕塑了一个现实主义风格并极具细节的曼纳海姆骑马雕像。在1960年雕像揭幕时，艺术界认为这种风格已经是过时了的。在同时期图基艾宁的作品中他早已远离了现实主义风格。
公众曾对雕像中马匹的特征、步态，及具体曼纳海姆哪一匹马是雕像中马匹的原型而讨论不休。在曼纳海姆的生涯中他曾有过好几匹马。图基艾宁在创作时考察了曼纳海姆最后骑过的那匹马，但雕像中并不是那匹马的真实写照。
1990年代在雕像旁盖建基亞斯瑪當代藝術博物館时，也曾引起公众的极大讨论。